# Марсија Волас
Марсија Карен Волас (енгл. Marcia Karen Wallace; 1. новембар 1942 — 25. октобар 2013) била је америчка глумица. Остала је најпознатија по улози учитељице Едне Крабапел у серији Симпсонови за коју је добила награду Еми 1992. године. Такође је тумачила улогу рецепционарке Карол Кестер у ситкому Боб Њухарт шоу.
Откад јој је дијагностификован рак дојке 1985, постала је активиста у борби против рака. Преминула је 25. октобра 2013. године од последица упале плућа и сепсе.